# Parandalia ocularis
Parandalia ocularis är en ringmaskart som beskrevs av Emerson och Fauchald 1971. Parandalia ocularis ingår i släktet Parandalia och familjen Pilargidae. Inga underarter finns listade i Catalogue of Life.